# Besiege
Besiege est un jeu vidéo basé sur la physique développé par Spiderling Studios au Royaume-Uni pour Windows et OS X. Ce jeu a été publié en accès anticipé sur Steam le 28 janvier 2015, et en version finale le 18 février 2020.

## Système de jeu
Ce jeu consiste en la construction d'engins de siège médiévaux pour se battre contre des châteaux ou des armées. Le joueur sélectionne des composants mécaniques qui peuvent être assemblés pour construire une machine. Il en existe de nombreux tel que des roues, des hélices, des pistons, des canons, des bombes, etc.
Il existe une campagne solo de 54 niveaux, dont le but peut être « détruire le moulin » ou « tuer 100 soldats » par exemple. Bien que les objectifs soient relativement simples, la grande palette de possibilités permet l'expérimentation. Il y a également un mode multijoueur en coopération ou en joueur contre joueur.
Plusieurs versions sont dispo: Air, Ground, etc...